# Walka roku według czasopisma The Ring
Walka roku według czasopisma The Ring (ang. Ring Magazine Fight of the Year) – nagroda przyznawana co roku za najlepszą walkę roku według czasopisma The Ring. Jest przyznawana od 1945.

## Lata 1945-1950
| Rok  | Zwycięzca      | Narodowość        | Pokonany                | Narodowość        | Wynik  | Uwagi    |
| ---- | -------------- | ----------------- | ----------------------- | ----------------- | ------ | -------- |
| 1945 | Rocky Graziano | Stany Zjednoczone | Freddie "Red" Chochrane | Stany Zjednoczone | KO 10  | 1. walka |
| 1946 | Tony Zale      | Stany Zjednoczone | Rocky Graziano          | Stany Zjednoczone | KO 6   | 1. walka |
| 1947 | Rocky Graziano | Stany Zjednoczone | Tony Zale               | Stany Zjednoczone | KO 6   | 2. walka |
| 1948 | Marcel Cerdan  | Francja           | Tony Zale               | Stany Zjednoczone | KO 12  |          |
| 1949 | Willie Pep     | Stany Zjednoczone | Sandy Saddler           | Stany Zjednoczone | PKT 15 | 2. walka |
| 1950 | Jake LaMotta   | Stany Zjednoczone | Laurent Dauthuille      | Francja           | KO 15  | 2. walka |

## Lata 1951-1960
| Rok  | Zwycięzca          | Narodowość        | Pokonany           | Narodowość        | Wynik  | Uwagi    |
| ---- | ------------------ | ----------------- | ------------------ | ----------------- | ------ | -------- |
| 1951 | Jersey Joe Walcott | Stany Zjednoczone | Ezzard Charles     | Stany Zjednoczone | KO 7   | 3. walka |
| 1952 | Rocky Marciano     | Stany Zjednoczone | Jersey Joe Walcott | Stany Zjednoczone | KO 13  | 1. walka |
| 1953 | Rocky Marciano     | Stany Zjednoczone | Roland La Starza   | Stany Zjednoczone | KO 11  | 2. walka |
| 1954 | Rocky Marciano     | Stany Zjednoczone | Ezzard Charles     | Stany Zjednoczone | KO 8   | 2. walka |
| 1955 | Carmen Basilio     | Stany Zjednoczone | Tony DeMarco       | Stany Zjednoczone | KO 12  | 2. walka |
| 1956 | Carmen Basilio     | Stany Zjednoczone | Johnny Saxton      | Stany Zjednoczone | KO 9   | 2. walka |
| 1957 | Carmen Basilio     | Stany Zjednoczone | Sugar Ray Robinson | Stany Zjednoczone | PKT 15 | 1. walka |
| 1958 | Sugar Ray Robinson | Stany Zjednoczone | Carmen Basilio     | Stany Zjednoczone | PKT 15 | 2. walka |
| 1959 | Gene Fullmer       | Stany Zjednoczone | Carmen Basilio     | Stany Zjednoczone | KO 14  | 1. walka |
| 1960 | Floyd Patterson    | Stany Zjednoczone | Ingemar Johansson  | Szwecja           | KO 5   | 2. walka |

## Lata 1961-1970
| Rok  | Zwycięzca       | Narodowość        | Pokonany       | Narodowość                           | Wynik  | Uwagi    |
| ---- | --------------- | ----------------- | -------------- | ------------------------------------ | ------ | -------- |
| 1961 | Joe Brown       | Stany Zjednoczone | Dave Charnley  | Wielka Brytania                      | PKT 15 | 2. walka |
| 1962 | Joey Giardello  | Stany Zjednoczone | Henry Hank     | Stany Zjednoczone                    | PKT 10 | 2. walka |
| 1963 | Cassius Clay    | Stany Zjednoczone | Doug Jones     | Stany Zjednoczone                    | PKT 10 |          |
| 1964 | Muhammad Ali    | Stany Zjednoczone | Sonny Liston   | Stany Zjednoczone                    | KO 7   | 1. walka |
| 1965 | Floyd Patterson | Stany Zjednoczone | George Chuvalo | Kanada                               | PKT 10 |          |
| 1966 | José Torres     | Portoryko         | Eddie Cotton   | Stany Zjednoczone                    | PKT 15 |          |
| 1967 | Nino Benvenuti  | Włochy            | Emile Griffith | Wyspy Dziewicze Stanów Zjednoczonych | PKT 15 | 1. walka |
| 1968 | Dick Tiger      | Nigeria           | Frank DePaula  | Stany Zjednoczone                    | PKT 10 |          |
| 1969 | Joe Frazier     | Stany Zjednoczone | Jerry Quarry   | Stany Zjednoczone                    | KO 7   | 1. walka |
| 1970 | Carlos Monzón   | Argentyna         | Nino Benvenuti | Włochy                               | KO 12  | 1. walka |

## Lata 1971-1980
| Rok  | Zwycięzca             | Narodowość        | Pokonany       | Narodowość        | Wynik  | Uwagi    |
| ---- | --------------------- | ----------------- | -------------- | ----------------- | ------ | -------- |
| 1971 | Joe Frazier           | Stany Zjednoczone | Muhammad Ali   | Stany Zjednoczone | PKT 15 | 1. walka |
| 1972 | Bob Foster            | Stany Zjednoczone | Chris Finnegan | Wielka Brytania   | KO 14  |          |
| 1973 | George Foreman        | Stany Zjednoczone | Joe Frazier    | Stany Zjednoczone | KO 2   | 1. walka |
| 1974 | Muhammad Ali          | Stany Zjednoczone | George Foreman | Stany Zjednoczone | KO 8   | 1. walka |
| 1975 | Muhammad Ali          | Stany Zjednoczone | Joe Frazier    | Stany Zjednoczone | TKO 14 | 3. walka |
| 1976 | George Foreman        | Stany Zjednoczone | Ron Lyle       | Stany Zjednoczone | KO 5   |          |
| 1977 | Jimmy Young           | Stany Zjednoczone | George Foreman | Stany Zjednoczone | PKT 12 |          |
| 1978 | Leon Spinks           | Stany Zjednoczone | Muhammad Ali   | Stany Zjednoczone | PKT 15 | 1. walka |
| 1979 | Danny Lopez           | Stany Zjednoczone | Mike Ayala     | Stany Zjednoczone | KO 15  |          |
| 1980 | Matthew Saad Muhammad | Stany Zjednoczone | Yaqui López    | Meksyk            | KO 14  | 2. walka |

## Lata 1981-1990
| Rok  | Zwycięzca          | Narodowość        | Pokonany               | Narodowość        | Wynik  | Uwagi    |
| ---- | ------------------ | ----------------- | ---------------------- | ----------------- | ------ | -------- |
| 1981 | Sugar Ray Leonard  | Stany Zjednoczone | Thomas Hearns          | Stany Zjednoczone | KO 14  | 1. walka |
| 1982 | Bobby Chacon       | Stany Zjednoczone | Rafael Limón           | Meksyk            | PKT 15 | 4. walka |
| 1983 | Bobby Chacon       | Stany Zjednoczone | Cornelius Boza Edwards | Uganda            | PKT 12 | 2. walka |
| 1984 | José Luis Ramírez  | Meksyk            | Edwin Rosario          | Portoryko         | KO 4   | 2. walka |
| 1985 | Marvin Hagler      | Stany Zjednoczone | Thomas Hearns          | Stany Zjednoczone | KO 3   |          |
| 1986 | Stevie Cruz        | Stany Zjednoczone | Barry McGuigan         | Irlandia          | PKT 15 |          |
| 1987 | Sugar Ray Leonard  | Stany Zjednoczone | Marvin Hagler          | Stany Zjednoczone | PKT 12 |          |
| 1988 | Tony Lopez         | Stany Zjednoczone | Rocky Lockridge        | Stany Zjednoczone | PKT 12 | 1. walka |
| 1989 | Roberto Durán      | Panama            | Iran Barkley           | Stany Zjednoczone | PKT 12 |          |
| 1990 | Julio César Chávez | Meksyk            | Meldrick Taylor        | Stany Zjednoczone | KO 12  | 1. walka |

## Lata 1991-2000
| Rok  | Zwycięzca         | Narodowość        | Pokonany              | Narodowość        | Wynik  | Uwagi    |
| ---- | ----------------- | ----------------- | --------------------- | ----------------- | ------ | -------- |
| 1991 | Robert Quiroga    | Stany Zjednoczone | Akeem Anifowoshe      | Nigeria           | PKT 12 |          |
| 1992 | Riddick Bowe      | Stany Zjednoczone | Evander Holyfield     | Stany Zjednoczone | PKT 12 | 1. walka |
| 1993 | Michael Carbajal  | Stany Zjednoczone | Humberto González     | Meksyk            | KO 7   | 1. walka |
| 1994 | Jorge Castro      | Argentyna         | John David Jackson    | Stany Zjednoczone | KO 9   | 1. walka |
| 1995 | Saman Sorjaturong | Tajlandia         | Humberto González     | Meksyk            | KO 7   |          |
| 1996 | Evander Holyfield | Stany Zjednoczone | Mike Tyson            | Stany Zjednoczone | KO 11  | 1. walka |
| 1997 | Arturo Gatti      | Kanada            | Gabriel Ruelas        | Meksyk            | KO 5   |          |
| 1998 | Ivan Robinson     | Stany Zjednoczone | Arturo Gatti          | Kanada            | PKT 10 | 1. walka |
| 1999 | Paulie Ayala      | Stany Zjednoczone | Johnny Tapia          | Stany Zjednoczone | PKT 12 | 1. walka |
| 2000 | Érik Morales      | Meksyk            | Marco Antonio Barrera | Meksyk            | PKT 12 | 1. walka |

## Lata 2001-2010
| Rok  | Zwycięzca             | Narodowość        | Pokonany           | Narodowość        | Wynik  | Uwagi    |
| ---- | --------------------- | ----------------- | ------------------ | ----------------- | ------ | -------- |
| 2001 | Micky Ward            | Stany Zjednoczone | Emanuel Augustus   | Stany Zjednoczone | PKT 10 |          |
| 2002 | Micky Ward            | Stany Zjednoczone | Arturo Gatti       | Kanada            | PKT 10 | 1. walka |
| 2003 | Arturo Gatti          | Kanada            | Micky Ward         | Stany Zjednoczone | PKT 10 | 3. walka |
| 2004 | Marco Antonio Barrera | Meksyk            | Érik Morales       | Meksyk            | PKT 12 | 3. walka |
| 2005 | Diego Corrales        | Stany Zjednoczone | José Luis Castillo | KO 10             |        |          |
| 2006 | Somsak Sithchatchawal | Tajlandia         | Mahyar Monshipour  | Francja           | KO 10  |          |
| 2007 | Israel Vázquez        | Meksyk            | Rafael Márquez     | Meksyk            | KO 6   | 2. walka |
| 2008 | Israel Vázquez        | Meksyk            | Rafael Márquez     | Meksyk            | PKT 12 | 3. walka |
| 2009 | Juan Manuel Márquez   | Meksyk            | Juan Díaz          | Stany Zjednoczone | KO 9   | 1. walka |
| 2010 | Giovanni Segura       | Meksyk            | Iván Calderón      | Portoryko         | Ko 8   | 1. walka |

## Lata 2011-2020
| Rok  | Zwycięzca           | Narodowość        | Pokonany           | Narodowość        | Wynik  | Uwagi    |
| ---- | ------------------- | ----------------- | ------------------ | ----------------- | ------ | -------- |
| 2011 | Victor Ortiz        | Stany Zjednoczone | Andre Berto        | Stany Zjednoczone | PKT 12 |          |
| 2012 | Juan Manuel Márquez | Meksyk            | Manny Pacquiao     | Filipiny          | KO 6   | 4. walka |
| 2013 | Timothy Bradley     | Stany Zjednoczone | Rusłan Prowodnikow | Rosja             | PKT 12 |          |
| 2014 | Lucas Matthysse     | Argentyna         | John Molina Jr.    | Stany Zjednoczone | KO 11  |          |
| 2015 | Francisco Vargas    | Meksyk            | Takashi Miura      | Japonia           | TKO 9  |          |